# Puchar Świata w skokach narciarskich w Park City
Puchar Świata w skokach narciarskich w Park City został po raz pierwszy rozegrany w sezonie 2000/2001, w ramach próby przedolimpijskiej. Konkurs drużynowy zakończył się zwycięstwem reprezentacji Japonii. Indywidualnie triumfował Adam Małysz, który, pod nieobecność Martina Schmitta, objął przodownictwo w klasyfikacji Pucharu Świata. Na Utah Olympic Park, w ramach zmagań o Kryształową Kulę, skoczkowie narciarscy zawitali do tej pory jeszcze jeden raz. Konkurs zakończył się wygraną Japończyka, Noriakiego Kasai. Drugie zawody, z powodu zbyt silnie wiejącego wiatru, zostały odwołane. Dzień przed zmaganiami groźny upadek podczas treningu miał Adam Małysz. Polak na kilkadziesiąt sekund stracił przytomność, jednak ostatecznie skończyło się tylko na otarciach i obiciach. 

## Podium poszczególnych konkursów PŚ w Park City
| Lp | Data                    | Skocznia          | K    | Uwagi | 1. miejsce                                                                               | 2. miejsce                                                                               | 3. miejsce                                                                                    |
| -- | ----------------------- | ----------------- | ---- | ----- | ---------------------------------------------------------------------------------------- | ---------------------------------------------------------------------------------------- | --------------------------------------------------------------------------------------------- |
| 1. | 19 stycznia 2001        | Utah Olympic Park | K120 | druż. | Japonia 1. Kazuyoshi Funaki · 2. Kazuya Yoshioka · 3. Masahiko Harada · 4. Noriaki Kasai | Finlandia 1. Jani Soininen · 2. Jussi Hautamäki · 3. Risto Jussilainen · 4. Janne Ahonen | Austria 1. Wolfgang Loitzl · 2. Andreas Widhölzl · 3. Martin Höllwarth · 4. Stefan Horngacher |
| 2. | 20 stycznia 2001        | Utah Olympic Park | K120 | —     | Adam Małysz                                                                              | Wolfgang Loitzl                                                                          | Kazuya Yoshioka                                                                               |
| 3. | 28 lutego 2004 (więcej) | Utah Olympic Park | K120 | —     | Noriaki Kasai                                                                            | Simon Ammann                                                                             | Tommy Ingebrigtsen                                                                            |
| 4. | 29 lutego 2004 (więcej) | Utah Olympic Park | K120 | [ a ] | odwołany                                                                                 | odwołany                                                                                 | odwołany                                                                                      |